# Twin moon
twin moon（ついんむーん）は、声優の佐藤利奈が出した2ndミニアルバムである。品番はSDCR-0010。

## 収録曲
1. lunar eclipse
  - 作詞：佐藤利奈、作曲・編曲：上條貴史
2. twin moon
  - 作詞：佐藤利奈、作曲・編曲：上條貴史
3. return
  - 作詞：上條貴史、作曲：竹中敬一、編曲：上條貴史
  - 音泉・BEWEとanimate.tvのインターネットラジオサイトで放送されているラジオ番組『佐藤利奈のあの空で逢いましょう♪F』＃1~＃30エンディングテーマ
4. walkin’
  - 作詞：上條貴史、作曲：中畑丈治、編曲：上條貴史
  - 音泉・BEWEとanimate.tvのインターネットラジオサイトで放送されているラジオ番組『佐藤利奈のあの空で逢いましょう♪F』オープニングテーマ
5. lunar eclipse(instrumental ver.)
6. twin moon(instrumental ver.)
7. return(instrumental ver.)
8. walkin'(instrumental ver.)